# Sometimes (pesem, Britney Spears)
»Sometimes« je singl ameriške glasbenice Britney Spears. Pesem je napisal Jörgen Elofsson, producirala sta jo Per Magnusson in David Krueger, izšla pa je prek debitantskega glasbenega albuma Britney Spears, ...Baby One More Time (1999). Pesem je izšla 7. junija 1999 preko založbe Jive Records kot drugi singl iz albuma. Teen pop pesem govori o razmerju, v katerem je dekle zelo sramežljivo in ne izrazi vseh občutkov do svojega partnerja, pa čeprav si želi.
Pesem »Sometimes« je s strani glasbenih kritikov prejela mešane ocene; nekateri so ga označili za naslednjo uspešnico albuma ...Baby One More Time, drugi pa za pesem, ki se jo z lahkoto pozabi in ki nadležno predstavi nedolžna leta Britney Spears. Singl je užival v velikem komercialnem uspehu, saj se je uvrstil na prvo mesto na glasbenih lestivcah v enajstih različnih državah. Pesem je v Avstraliji prejela platinasto certifikacijo s strani organizacije Australian Recording Industry Association (ARIA) za 70.000 prodanih fizičnih izvodov. Poleg tega je v Franciji s strani organizacije Syndicat National de l'Édition Phonographique (SNEP) prejela srebrno, na Novi Zelandiji s strani organizacije Recording Industry Association of New Zealand (RIANZ) pa zlato.
Videospot za pesem »Sometimes«, ki ga je režiral Nigel Dick, je prikazoval Britney Spears kot sosedo svoje simpatije. Britney Spears je s pesmijo nastopila na treh svetovnih turnejah, vključno s turnejo ...Baby One More Time Tour, kjer je pred to pesmijo izvedla še svojo verzijo pesmi »Open Arms« glasbene skupine Journey, na turneji Oops!... I Did It Again World Tour, kjer je med nastopom nosila obleko, podobno tisti iz videospota in na turenji Dream Within a Dream Tour, kjer se je na odru prikazala, ko je kot balerina stopila iz velikanske glasbene skrinjice, poleg te pesmi pa je v istem času nastopila še s pesmima »Born to Make You Happy« in »Lucky«.

## Ozadje
Pesem »Sometimes« je napisal Jörgen Elofsson, producirala pa sta jo Per Magnusson in David Kreuger. Britney Spears je vokale za singl posnela leta 1998 v studiju Cheiron v Stockholmu, Švedska. Tudi remix zanjo je Max Martin posnel v studiju Cheiron. Esbjörn Öhrwall je igral akustično kitaro, Thomas Lindberg bas kitaro, David Kreuger pa je opravil programiranje in skupaj z Perom Magnussonom zaigral sintetizator. Spremljevalne vokale je zapel Anders von Hoffsten. Pesem »Sometimes« je 7. junija 1999 izšla kot drugi singl iz albuma ...Baby One More Time. Leta 2004 je Britney Spears na turneji The Onyx Hotel Tour povedala, da pesmi v resnici ni nikoli marala, saj je v specijalki Live from Miami tik pred zaključkom oddaje dejala: »Kaj? Ali že moramo iti? Ampak saj še nisem zapela pesmi 'Sometimes'! 'Včasih pobegnem/včasih se skrijem' ('Sometimes I run/Sometimes I hide') ... O, bog, ta pesem mi tako ali tako ni bila nikoli všeč!«

### Kontroverznost glede tekstopiscev
Pri pesmi »Sometimes« je prišlo do precejšnje kontroverznosti zaradi prerekanja glede zaslug za pisanje besedila. Steve Wallace, tekstopisec iz Indiane, je trdil, da je pesem napisal že leta 1990, vendar tega ni povedal vse do leta 2003, štiri leta po tem, ko je Britney Spears pesem že izdala kot singl. Steve Wallace je trdil, da je Britney Spears priznala, da je pesem napisal on in na sodišču pokazal e-mail, ki naj bi ga poslala pevka, v katerem je pisalo: »Vem, da ste pesem ['Sometimes'] napisali vi. Vendar glede tega ne morem narediti ničesar. To je vse, kar lahko rečem.« E-mail je obveljal za prevaro in 31. oktobra 2005 so tožbo opustili, sodnik John D. Tinder pa je razglasil, da pevka pesmi ni ukradla.

## Sestava
Singl »Sometimes« je teen pop pesem, ki traja štiri minute in štiri sekunde. Pesem je napisana v B♭-duru, vokali Britney Spears pa se raztezajo čez eno oktavo, od G3 do C5. Pesem »Sometimes« je balada o zlomljenem srcu, ki Britney Spears začne z besedami: »Govoriš mi, da si zaljubljen vame/da svojega prelepega pogleda ne moreš odvrniti od mene/ne gre zato, da ne bi želela ostati/a vsakič, ko prideš preblizu, se umaknem« (»You tell me you're in love with me/That you can't take your pretty eyes away from me/It's not that I don't wanna stay/But every time you come too close I move away«). Pesem sestavlja procesija akordov Cm11–F7sus–B–B(9)/D–F/A–F. Stephen Thomas Erlewine s spletne strani Allmusic je opazil, da ima pesem »Sometimes« »privlačno in ljubeznivo melodijo z ritmom, ki spominja na euro-dance.«

## Sprejem kritikov
Pesem »Sometimes« je s strani glasbenih kritikov prejela mešane ocene. V svoji oceni pesmi je novinar spletne strani CD Universe.com napisal, da pesem »potencialno ljubezen [Britney Spears] posvari, da pevka potrebuje čas in potrpljenje, vse skupaj pa spremlja počasni groove in dober ritem.« Amanda Murray s spletne strani Sputnikmusic je menila, da je pesem »Sometimes« dober singl, kot pesem pa naj je ne bi bilo težko pozabiti. Kyle Anderson iz MTV-ja je napisal, da pesem »predstavi prvo kolikor tolikšno balado albuma [...Baby One More Time]« in menil, da je pesem »dovolj razumna, čeprav besedila treh do zdaj izdanih pesmi Britney Spears v celoti govorijo o fantih. Kot da nikoli ne bi nehala misliti nanje.« Caryn Ganz iz revije Rolling Stone je pesem »Sometimes« poleg singlov »From the Bottom of My Broken Heart« in »(You Drive Me) Crazy« označil za »prihodnjo uspešnico« iz albuma ...Baby One More Time. Spence D. s spletne strani IGN je pesem »Sometimes« označil za »bleščeč odrasli pop [Maxa] Martina«, medtem ko jo je Annabel Leathes s spletne strani BBC imela za »predstavitev Britneyjinih nedolžnih let, ko je nadlegovala in pela v enaki meri.«

## Dosežki na lestvicah
Singl »Sometimes« je po svetu požel velik komercialni uspeh. Pesem je dosegla prvo mesto na belgijski, natančneje flandrijski, nizozemski in novozelandski glasbeni lestvici. Pesem je zasedla tudi drugo mesto na avstralski in četrto mesto na finski in švedski lestvici, med prvih deset pesmi pa se je singl uvrstil še na lestvicah v petih drugih državah. Pesem »Sometimes« je bila izredno uspešna v Združenem kraljestvu, saj je že 26. junija 1999 na lestvici UK Singles Chart zasedla tretje mesto. V Združenih državah Amerike je singl »Sometimes« 24. junija 1999 zasedel enaindvajseto mesto na lestvici Billboard Hot 100 ter se uvrstila na enajsto mesto lestvice U.S. Adult Contemporary ter devetindvajseto mesto lestvice U.S. Adult Pop Songs. Poleg tega je pesem dosegla šesto mesto na lestvici Mainstream Top 40 (Pop Songs). Pesem »Sometimes« je prejela zlato certifikacijo s strani organizacije Recording Industry Association of New Zealand (RIANZ) za več kot 75.000 fizičnih prodanih kopij pesmi na Novi Zelandiji, kasneje pa še platinasto certifikacijo s strani organizacije Australian Recording Industry Association (ARIA) za 70.000 prodanih izvodov pesmi v Avstraliji in srebrno s strani organizacije Syndicat National de l'Édition Phonographique (SNEP) za več kot 100.000 prodanih kopij izvodov pesmi v Franciji.

## Promocija

### Videospot
Videospot za pesem »Sometimes« je režiral Nigel Dick. Na vajah za videospot si je Britney Spears 11. februarja 1999 poškodovala koleno, zaradi te poškodbe pa je morala na operacijo. Potem, ko je v Kentwoodu, Louisiana, oklevala, so s snemanjem videospota nadaljevali še 9. in 10. aprila tistega leta v Paradise Coveu v Malibuju, Kalifornija. Videospot so nazadnje izdali 6. maja 1999, in sicer preko MTV-jeve oddaje Total Request Live. Videospot se prične z Britney Spears, ki od daleč opazuje svojo simpatijo, ki ga je zaigral fotomodel Chad Cole. Medtem, ko se slednji na peščeni plaži igra s svojim psom, se na pomolu na pikniku pokaže pevka, ki si, oblečena v bikini, zaželi, da bi lahko bila z njim. Videospot vklučuje tudi več plesnih točk, v katerih Britney Spears in ostali, oblečeni v belo, plešejo na pomolu.

### Nastopi v živo
Na turneji ...Baby One More Time Tour je Britney Spears nastopila s svojo verzijo pesmi »Open Arms« glasbene skupine Journey, nato pa izvedla še pesem »Sometimes«, na turneji Crazy 2k Tour pa je pesem izvedla tik pred koncem. Leta 2000 je na turneji Oops!... I Did It Again World Tour Britney Spears pesem »Sometimes« izvedla oblečena v obleko, podobno tisti iz videospota za singl. Pesem »Sometimes« je izvedla tudi na turneji Dream Within a Dream Tour. Takoj po pesmi »Overprotected« se je Britney Spears na odru kot balerina pojavila iz velikanske glasbene skrinjice in izvedla pesmi »Sometimes«, »Born to Make You Happy« in »Lucky«.

## Seznam verzij
| - Britanski CD singl 1. »Sometimes« (radijska verzija) – 3:55 2. »Sometimes« (remix Soul Solution z zmernim tempom) – 3:29 3. »I'm So Curious« – 3:35 - Evropski CD singl 1. »Sometimes« (radijska verzija) – 3:55 2. »Sometimes« (remix Soul Solution z zmernim tempom) – 3:29 | - Japonski CD singl 1. »Sometimes« (radijska verzija) – 3:55 2. »...Baby One More Time« (Sharpov platinasti vokalni remix) – 8:11 3. »...Baby One More Time« (klubski remix Davidsona Ospine) – 5:40 - Škatla z dodatki k albumu The Singles Collection 1. »Sometimes« (radijska verzija) – 3:55 2. »I'm So Curious« – 3:35 |

## Ostali ustvarjalci
| Sometimes - Britney Spears – glavni vokali - Jörgen Elofsson – tekstopisec - David Kreuger – producent, sintetizator, programiranje - Per Magnusson – producent, sintetizator - Anders von Hoffsten – spremljevalni vokali - Esbjörn Öhrwall – akustična kitara - Thomas Lindberg – bas kitara - Max Martin – mešanje - Tom Coyne – audio urejanje | I'm So Curious - Britney Spears – glavni vokali, spremljevalni vokali, tekstopiska - Eric Foster White – tekstopisec, producent, mešanje, bas kitara, sintetizator, programiranje - Dan Petty – akustična kitara - Tom Coyne – audio urejanje |

Vir:

## Dosežki

### Lestvice ob koncu tedna
| Lestvica (1999)                                    | Dosežek |
| -------------------------------------------------- | ------- |
| Avstralija (ARIA)                                  | 2       |
| Avstrija (Ö3 Austria Top 40)                       | 6       |
| Belgija (Flandrija; Ultratop 50)                   | 1       |
| Belgija (Valonija; Ultratop 40)                    | 6       |
| Nizozemska (Dutch 40)                              | 1       |
| Evropa (European Hot 100)                          | 7       |
| Finska (Suomen virallinen lista)                   | 4       |
| Francija (SNEP)                                    | 13      |
| Nemčija (Media Control AG)                         | 6       |
| Nova Zelandija (RIANZ)                             | 1       |
| Norveška (VG-lista)                                | 13      |
| Švedska (Sverigetopplistan)                        | 4       |
| Švica (Media Control AG)                           | 7       |
| Združeno kraljestvo (UK Singles Chart)             | 3       |
| Združene države Amerike (Billboard Hot 100)        | 21      |
| Združene države Amerike (Billboard U.S. Pop Songs) | 6       |

|

### Lestvice ob koncu leta
| Lestvica (1999)                                  | Dosežek |
| ------------------------------------------------ | ------- |
| Avstralija (Australian Singles Chart)            | 22      |
| Belgija (Flandrija; Belgian Singles Chart)       | 11      |
| Belgija (Valonija; Belgian Singles Chart)        | 28      |
| Francija (French Singles Chart)                  | 54      |
| Nemčija (German Singles Chart)                   | 51      |
| Švica (Swiss Singles Chart)                      | 38      |
| Velika Britanija (UK Singles Chart)              | 34      |
| Združene države Amerike (U.S. Billboard Hot 100) | 86      |

### Certifikacije
| Država         | Certifikacija | Prodaja  |
| -------------- | ------------- | -------- |
| Avstralija     | Platinasta    | 70.000+  |
| Francija       | Srebrna       | 100.000+ |
| Nova Zelandija | Zlata         | 7.500+   |

|}